# Comment voler 2 millions
Pour plus de détails, voir Fiche technique et Distribution.
Comment voler 2 millions (How to Steal 2 Million) est un film d'action sud-africain  écrit et réalisé par Charlie Vundla et sorti en 2011, mettant en vedette John Kani, Hlubi Mboya, Menzi Ngubane et Terry Pheto.
Le film reçoit 11 nominations dont 4 prix aux Africa Movie Academy Awards en 2012, (incluant l’Oscar africain du meilleur film, Meilleure réalisation, Meilleur Montage et Meilleure actrice dans un second rôle),,.

## Synopsis
Le film raconte l'histoire d'un ex-voleur, fraîchement sorti de prison, qui cherche enfin à réparer sa vie et à devenir citoyen légitime malheureusement personne ne lui fera de répit. Il décide alors de démarrer son propre entreprise de construction, mais a cause de ses antécédents judiciaires son prêt est rejeté. 
Désespéré pour l'argent, il accepte d'aider son ex-partenaire, devenu le mari de sa bien aimée à voler une maison dont la prise vaut 2 millions de rands. Cependant, le vol tourne mal et les plans secrets sont révélés. Au fur et à mesure que la pression augmente, la tension crée une fin surprenante et explosive.

## Fiche technique
- Titre : Comment voler 2 millions
- Titre original : How to Steal 2 Million
- Réalisation : Charlie Vundla
- Scénario : Charlie Vundla
- Musique : Trevor Jones
- Montage : Mick Audsley, Garreth Fradgley, Johan Lategan
- photographie : Nic Hofmeyr
- Distribution : Indigenous Film Distribution
- Studio de production : DV8 Films, Morula Pictures
- Producteur : Karen E. Johnson, Jeremy Nathan, Mfundi Vundla, Michelle Wheatley
- Pays :  Afrique du Sud
- Langue : xhosa, zoulou, anglais.
- Format : couleur
- Durée : 88 minutes
- Date de sortie : 2 septembre 2011 (Afrique du Sud)

## Distribution
- Menzi Ngubane
- John Kani
- Hlubi Mboya
- Terry Pheto
- Rapulana Seiphemo
- Sello Motloung
- Marcel van Heerden
- Lucia Mthiyane
- Carlo Radebe
- Lucia Mthiyane
- Alistair Moulton Black
- Tshepo Sefatsane

## Accueil

### Diffusion
Le film a été projeté en première au 32e édition de Festival international du film de Durban en 2011.

## Distinctions
| année | Award                       | Catégorie                              | Nomination                                    | Result     |
| ----- | --------------------------- | -------------------------------------- | --------------------------------------------- | ---------- |
| 2012  | Africa Movie Academy Awards | Meilleur film                          | Charlie Vundla                                | Lauréat    |
| 2012  | Africa Movie Academy Awards | Meilleur acteur dans un rôle principal | Menzi Ngubane                                 | Nomination |
| 2012  | Africa Movie Academy Awards | Meilleur réalisateur                   | Charlie Vundla                                | Lauréat    |
| 2012  | Africa Movie Academy Awards | Meilleur scénario                      | Charlie Vundla                                | Nomination |
| 2012  | Africa Movie Academy Awards | Meilleur acteur dans un second rôle    | Rapulana Seiphemo                             | Nomination |
| 2012  | Africa Movie Academy Awards | Meilleure actrice dans un second rôle  | Terry Pheto                                   | Lauréat    |
| 2012  | Africa Movie Academy Awards | Meilleure photographie                 | Nic Hofmeyr                                   | Nomination |
| 2012  | Africa Movie Academy Awards | Meilleure musique de film              | Trevor Jones                                  | Nomination |
| 2012  | Africa Movie Academy Awards | Meilleur montage                       | Mick Audsley, Garreth Fradgley, Johan Lategan | Lauréat    |
| 2012  | Africa Movie Academy Awards | Meilleur son                           | Jim Petrak (mixeur d'enregistrement)          | Nomination |
| 2012  | Africa Movie Academy Awards | Meilleur design de production          |                                               | Nomination |
| 2013  | FESPACO                     | Meilleur montage                       | Mick Audsley, Garreth Fradgley, Johan Lategan | Lauréat    |